# Посёлок Центрального отделения совхоза «Острогожский»
Посёлок Центра́льного отделе́ния совхо́за «Острого́жский» — посёлок сельского типа в Острогожском районе Воронежской области.
Входит в состав Шубинского сельского поселения.

## Население
| 2000 | 2005 | 2010 |
| ---- | ---- | ---- |
| 646  | ↘598 | ↗653 |

## Улицы
В посёлке имеются три улицы — Зеленая, Садовая и Центральная.

## Инфраструктура
В посёлке находится акционерное общество «Острогожсксадпитомник» — крупное агропромышленное производство, тарейшее садоводческое предприятие Воронежской области, основанное в 1923 году.
Также здесь зарегистрирована религиозная некоммерческая организация — Православный приход храма во Имя Свт. Николая Чудотворца.